# Киттель, Марсель
Марсель Киттель (нем. Marcel Kittel, род. 11 мая 1988 года, Арнштадт, округ Эрфурт, ГДР) — профессиональный шоссейный велогонщик из Германии, выступавший до 2019 года за Katusha–Alpecin. Двукратный чемпион мира среди юниоров в индивидуальной гонке на время (2005, 2006). Победитель этапов всех Гранд Туров, в том числе, четырёх этапов и временный обладатель жёлтой майки юбилейного 100-го и 101-го Тур де Франс в 2013 и 2014 годах, где дважды подряд побеждал на финальных этапах с финишем на Елисейских Полях. Закончил карьеру.

## Личная жизнь
Марсель Киттель родился в спортивной семье. Его отец Матиас занимался велоспортом, выступал за команду ГДР в 1981—1983 году. В 1982 году выиграл два этапа Тура Польши. Мать — прыгунья в высоту.

## Победы
2005
 Чемпион мира среди юниоров в индивидуальной гонке на время
2006
 Чемпион мира среди юниоров в индивидуальной гонке на время
2009
 Чемпион Европы до 23 лет в индивидуальной гонке
2010
 Чемпионат Мира до 23 лет, индивидуальная гонка — 3ье место
2011
Дельта Тур Зеландии — этап 1 и генеральная классификация
ПроРейс Берлин
Чемпионат Фландрии
Мюнстерланд Джиро
Амстел Кюрасао Рейс
Тур Польши — этапы 1, 2, 3 и 7
Четыре дня Дюнкерка — этапы 1, 2, 3 и 5
Геральд Сан Тур — этапы 3 и 5
Вуэльта Испании — этап 7
Тур Лангкави — этап 5
2012
Схелдепрейс
Омлоп ван хет Хаутланд
Мюнстерланд Джиро
 Стер ЗЛМ Тур — этапы 1, 4 и очковая классификация
Тур Омана — этапы 3 и 6
Энеко Тур — этапы 1 и 4
Тур Валони-Пикардии — этапы 1 и 3
Этуаль де Бессеже — этап 2
Три дня Де-Панне — этап 2
2013
 Тур Пикардии — этапы 1, 3, генеральная и очковая классификации
Схелдепрейс
ПроРейс Берлин
Тур Турции — этапы 1, 7 и 8
Тур Омана — этап 1
Париж — Ницца — этап 2
Стер ЗЛМ Тур — этап 3
Тур де Франс — этапы 1, 10, 12, 21
2014
Пипл’с Чойс Классик
 Тур Дубая — этапы 2, 3, 4 и очковая классификация
Схелдепрейс
Джиро д’Италия — этапы 2 и 3
Стер ЗЛМ Тур — этап 1
Тур де Франс — этапы 1, 3, 4, 21
Тур Британии — этап 1
2015
Пипл’с Чойс Классик
Тур Польши — этап 1 и очковая классификация
2016
Тур Романдии — этап 2
Тур Дубая  генеральная
этапы 1, 4, и  очковая классификации
Вольта Алгарви — этап 1,4 и  очковая классификация
Три дня Де-Панне — этап 3а
Тур де Франс — этап 4
Схелдепрейс
2017
Тур Дубая  генеральная
этапы 1, 2, 5 и  очковая классификации
Абу Даби Тур — этап 2
Тур де Франс — этапы 2, 6, 7, 10, 11
2019
1-й Trofeo de Palma